# 愛之船
《愛之船》（英語：The Love Boat）是由美国广播公司在1977年到1986年播放，演示一艘游船上的故事。
《爱之船》主题歌为Paul Williams填词，Jack Jones演唱。

## 演员表
https://www.cna.com.tw/news/amov/202105300070.aspx （页面存档备份，存于）

## 後續發展和改編
- 电视停播之后，在1990年拍了一部电影 The Love Boat: A Valentine Voyage
- UPN在1998年到1999年播放续集，The Love Boat: The Next Wave。Robert Urich主演船长Jim Kennedy。Several members of the cast of the original series guest-starred on one episode.